# Tata Novus
Tata Novus — вантажівка індійської компанії Tata Motors. Вантажівка є модернізованою версією Daewoo Novus, що виготовлявся з 2004 року і є наступником Daewoo Chasedae Ultra.

## Опис
Tata Novus виробляється з грудня 2005 року, після того, як індійський виробник викупив вантажне відділення Daewoo Motors. Із запуском Novus компанія Tata стала першим індійським виробником, що запустив важкий комерційний автомобіль потужністю 300 к.с.. На деяких ринках модель і далі продають під брендом Daewoo Novus.
Вантажівка оснащується дизельними двигунами Doosan DL08 потужністю 250 к.с., DE12TIS - 340 к.с., DV11 - 380 к.с., а також найпотужніший DV15TIS видає 420 к.с. Двигуни відповідали нормам Євро-1, Євро-2 або Євро-3. Деякі вантажівки оснащувалися двигунами Cummins потужністю до 420 к.с.
В 2008 році представили оновлену модель, двигуни потужністю 270-450 к.с. почали відповідати нормам Євро-4. Через більший радіатор, а також встановлене моторногое гальмо, кабіну довелося підняти на 100 мм. Фари головного світла перенесли з кабіни на новий бампер, хоча поворотники залишилися на місці. Приладова панель отримала електронні покажчики (наприклад, рівня палива) і екран бортового комп'ютера. В якості опції вантажівки можуть бути оснащені двигунами Cummins.
В 2012 року представили оновлену вдруге модель під назвою Novus SE. Автомобіль отримав легке косметичне оновлення передньої частини. Як і раніше, на ньому використовуються двигуни потужністю від 260 до 450 к.с. З гами Novus виведені тягачі, тепер в сімейство входять тільки 2-, 3-, 4- і 5-вісні шасі.

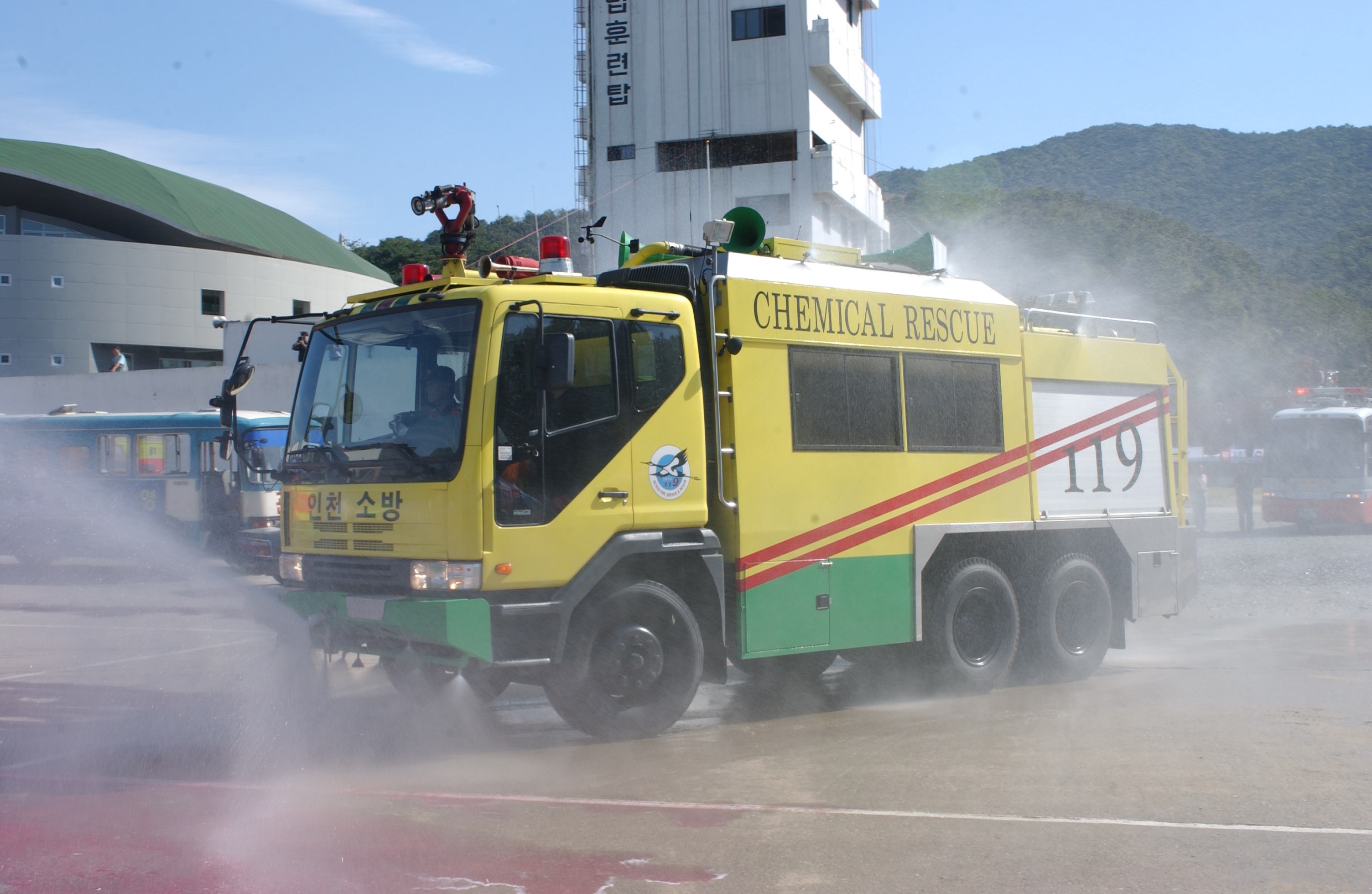
Daewoo Chasedae (1995-2002)
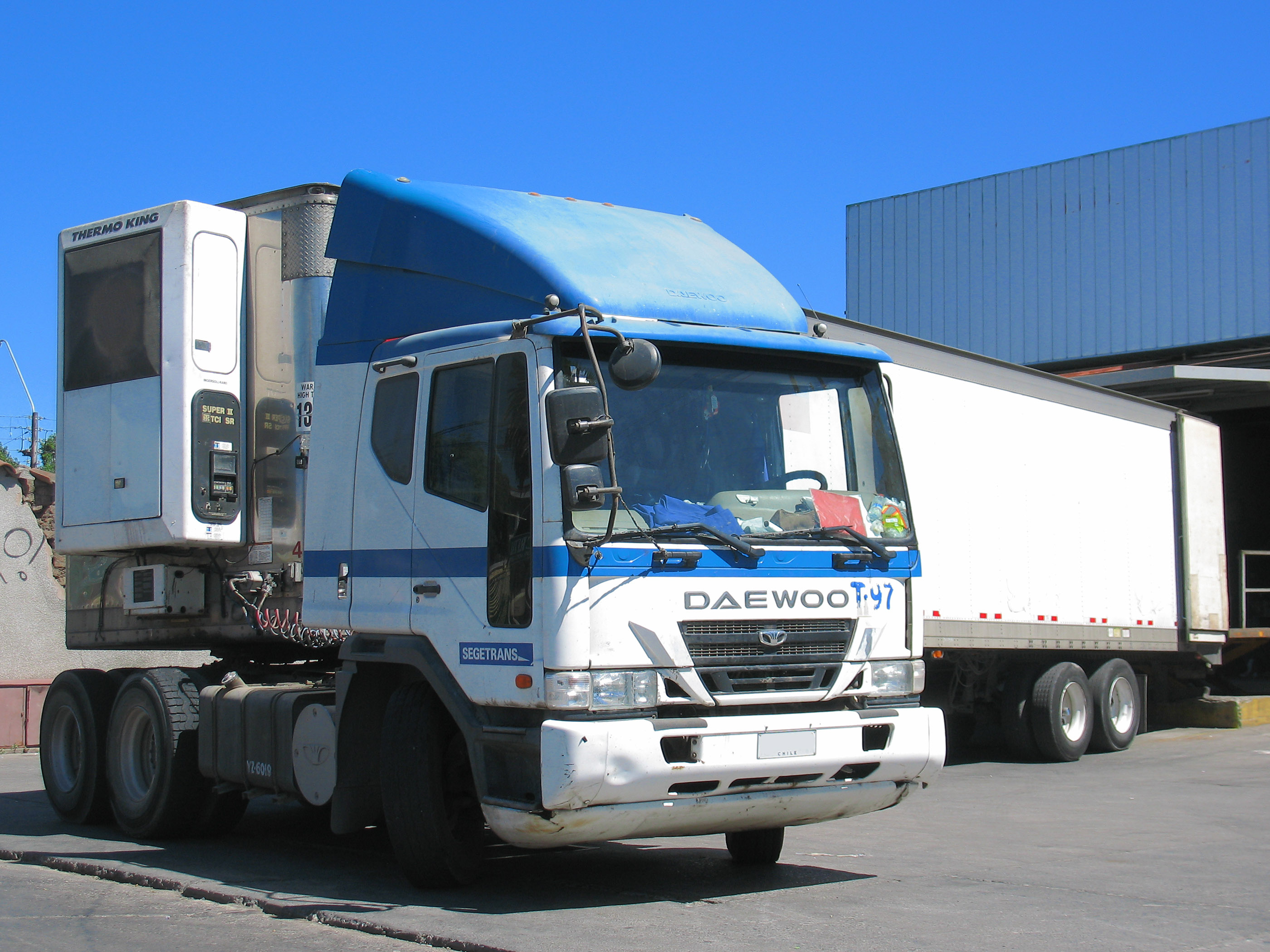
Daewoo Chasedae Ultra (2002-2005)
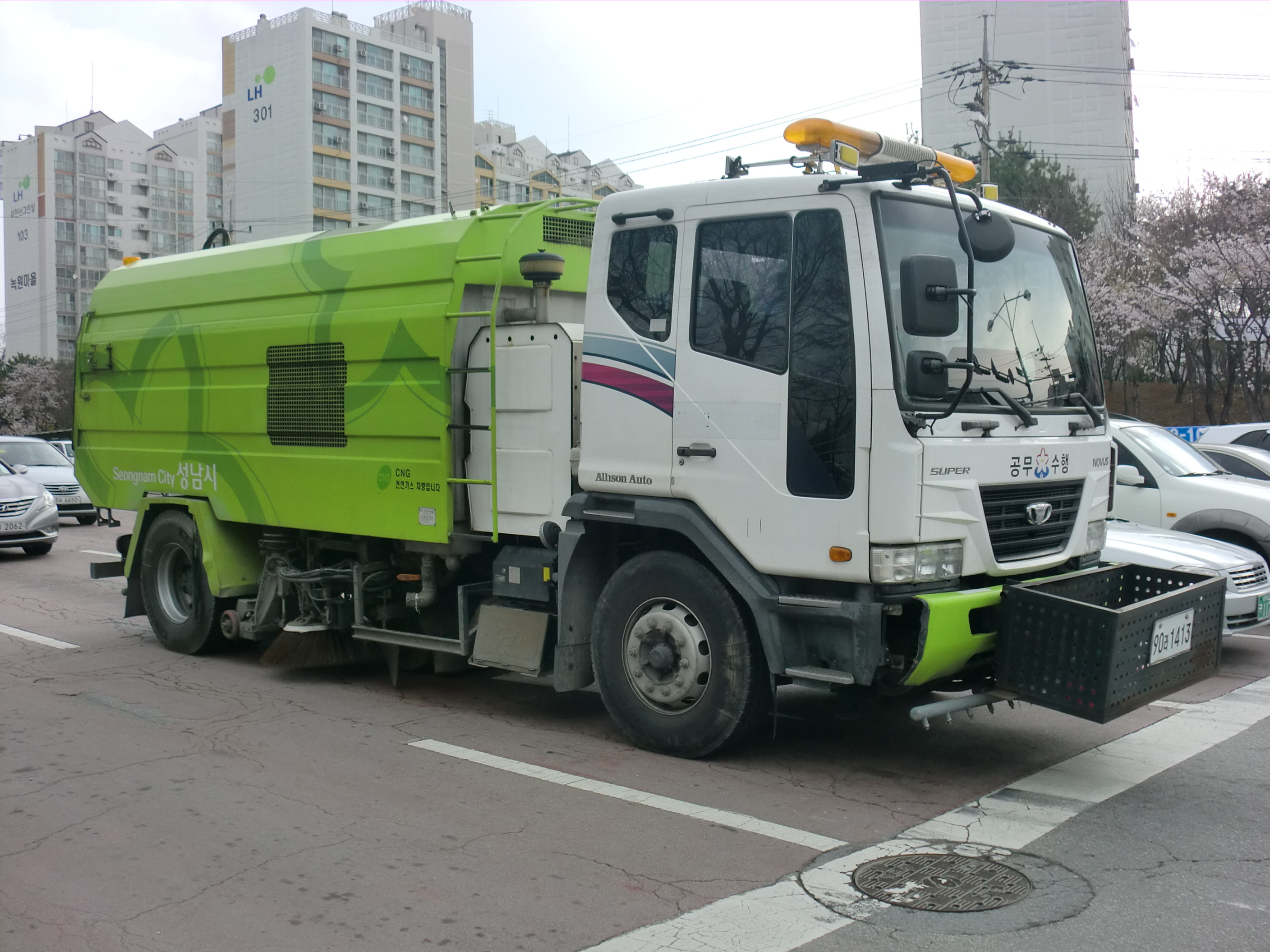
Daewoo Novus (2004-2008)

## Двигуни
- 8.3L Cummins
- 7.6L Doosan
- 11.1L Doosan